# Seznam dílů seriálu Jmenuju se Earl
Toto je seznam dílů seriálu Jmenuju se Earl. Americký sitcom Jmenuju se Earl (v anglickém originále My Name Is Earl) byl ve Spojených státech amerických vysílán v premiéře mezi lety 2005 a 2009. Celkem vzniklo 96 dílů seskupených do 4 řad. V Česku byl seriál vysílán poprvé v letech 2009 a 2010 na stanici Prima Cool.

## Přehled řad
| Řada | Díly | Premiéra v USA  | Premiéra v USA  | Premiéra v ČR      | Premiéra v ČR      |
| Řada | Díly | První díl       | Poslední díl    | První díl          | Poslední díl       |
| ---- | ---- | --------------- | --------------- | ------------------ | ------------------ |
| 1    | 24   | 20. září 2005   | 11. května 2006 | 7. září 2009       | 15. října 2009     |
| 2    | 23   | 21. září 2006   | 10. května 2007 | 19. října 2009     | 25. listopadu 2009 |
| 3    | 22   | 10. května 2007 | 15. května 2008 | 25. listopadu 2009 | 6. července 2010   |
| 4    | 27   | 25. září 2008   | 14. května 2009 | 8. července 2010   | 24. srpna 2010     |

## Seznam dílů

### První řada (2005–2006)
| Č. v seriálu | Č. v řadě | Původní název              | Český název                       | Režie               | Scénář                          | Premiéra v USA     | Premiéra v ČR  |
| ------------ | --------- | -------------------------- | --------------------------------- | ------------------- | ------------------------------- | ------------------ | -------------- |
| 1            | 1         | Pilot                      | Pilot                             | Marc Buckland       | Greg Garcia                     | 20. září 2005      | 7. září 2009   |
| 2            | 2         | Quit Smoking               | Earl přestává kouřit              | Marc Buckland       | Kat Likkel a John Hoberg        | 27. září 2005      | 8. září 2009   |
| 3            | 3         | Randy's Touchdown          | Randy boduje                      | Marc Buckland       | J. B. Cook                      | 4. října 2005      | 9. září 2009   |
| 4            | 4         | Faked My Own Death         | Předstíral jsem vlastní smrt      | Tamra Davis         | Hilary Winston                  | 11. října 2005     | 10. září 2009  |
| 5            | 5         | Teacher Earl               | Earl učitelem                     | Chris Koch          | Victor Fresco                   | 18. října 2005     | 14. září 2009  |
| 6            | 6         | Broke Joy's Fancy Figurine | Nejkrásnější krásná princezna     | Lev L. Spiro        | Danielle Sanchez-Witzel         | 1. listopadu 2005  | 19. září 2009  |
| 7            | 7         | Stole Beer from a Golfer   | Earl a pivo zdarma                | Chris Koch          | Michael Pennie                  | 8. listopadu 2005  | 16. září 2009  |
| 8            | 8         | Joy's Wedding              | Joy se vdává                      | Marc Buckland       | Greg Garcia                     | 15. listopadu 2005 | 17. září 2009  |
| 9            | 9         | Cost Dad the Election      | Earlův otec kandiduje na starostu | Chris Koch          | Bobby Bowman                    | 22. listopadu 2005 | 21. září 2009  |
| 10           | 10        | White Lie Christmas        | Vánoce, lži a tajemství           | Marc Buckland       | Timothy Stack                   | 6. prosince 2005   | 22. září 2009  |
| 11           | 11        | Barn Burner                | Kdo podpálil stodolu              | Ken Whittingham     | Brad Copeland                   | 5. ledna 2006      | 23. září 2009  |
| 12           | 12        | O Karma, Where Art Thou?   | Karmo, kde jsi?                   | Michael Fresco      | Barbie Adler                    | 12. ledna 2006     | 24. září 2009  |
| 13           | 13        | Stole P's HD Cart          | Ukradl stánek na hot dogy         | Chris Koch          | J. B. Cook                      | 19. ledna 2006     | 28. září 2009  |
| 14           | 14        | Monkeys in Space           | Randy hledá práci                 | Marc Buckland       | Greg Garcia                     | 26. ledna 2006     | 29. září 2009  |
| 15           | 15        | Something to Live For      | Mít pro co žít                    | Marc Buckland       | Kat Likkel a John Hoberg        | 2. února 2006      | 30. září 2009  |
| 16           | 16        | The Professor              | Profesorka                        | Marc Buckland       | Danielle Sanchez-Witzel         | 9. února 2006      | 1. října 2009  |
| 17           | 17        | Didn't Pay Taxes           | Jak Earl neplatil daně            | Craig Zisk          | Michael Pennie                  | 2. března 2006     | 5. října 2009  |
| 18           | 18        | Dad's Car                  | Tátovo auto                       | Chris Koch          | Brad Copeland a Barbara Feldman | 16. března 2006    | 6. října 2009  |
| 19           | 19        | Y2K                        | Konec civilizace                  | Marc Buckland       | Hilary Winston                  | 23. března 2006    | 7. října 2009  |
| 20           | 20        | Boogeyman                  | Earl únoscem                      | Eyal Gordin         | Vali Chandrasekaran             | 30. března 2006    | 8. října 2009  |
| 21           | 21        | The Bounty Hunter          | Lovec lidí                        | Marc Buckland       | Hunter Covington                | 6. dubna 2006      | 12. října 2009 |
| 22           | 22        | Stole a Badge              | Ukradl policejní odznak           | Marc Buckland       | Victor Fresco                   | 27. dubna 2006     | 13. října 2009 |
| 23           | 23        | BB                         | Brok v zadku                      | Victor Nelli mladší | Kat Likkel a John Hoberg        | 4. května 2006     | 14. října 2009 |
| 24           | 24        | Number One                 | První ze seznamu                  | Greg Garcia         | Greg Garcia                     | 11. května 2006    | 15. října 2009 |

### Druhá řada (2006–2007)
| Č. v seriálu | Č. v řadě | Původní název                 | Český název                 | Režie               | Scénář                                                                                         | Premiéra v USA     | Premiéra v ČR      |
| ------------ | --------- | ----------------------------- | --------------------------- | ------------------- | ---------------------------------------------------------------------------------------------- | ------------------ | ------------------ |
| 25           | 1         | Very Bad Things               | Něco moc špatného           | Marc Buckland       | Michael Pennie                                                                                 | 28. září 2006      | 19. října 2009     |
| 26           | 2         | Jump for Joy                  | Kauce za Joy                | Chris Koch          | Vali Chandrasekaran                                                                            | 28. září 2006      | 20. října 2009     |
| 27           | 3         | Sticks & Stones               | Kabinet zrůd                | Marc Buckland       | Danielle Sanchez-Witzel                                                                        | 5. října 2006      | 21. října 2009     |
| 28           | 4         | Larceny of a Kitty Cat        | Krádež kočky                | Millicent Shelton   | Hilary Winston                                                                                 | 12. října 2006     | 22. října 2009     |
| 29           | 5         | Van Hickey                    | Earl se zase žení           | Craig Zisk          | námět: J. B. Cook a Marc Singer scénář: J. B. Cook                                             | 19. října 2006     | 26. října 2009     |
| 30           | 6         | Made a Lady Think I Was God   | Vydával se za Boha          | Marc Buckland       | Bobby Bowman                                                                                   | 2. listopadu 2006  | 27. října 2009     |
| 31           | 7         | Mailbox                       | Nedoručené dopisy           | Michael Fresco      | Kat Likkel a John Hoberg                                                                       | 9. listopadu 2006  | 28. října 2009     |
| 32           | 8         | Robbed a Stoner Blind         | Okradl zhulenýho feťáka     | Marc Buckland       | Kat Likkel a John Hoberg                                                                       | 16. listopadu 2006 | 29. října 2009     |
| 33           | 9         | Born a Gamblin' Man           | Dal jsem se na hazard       | Chris Koch          | Victor Fresco                                                                                  | 30. listopadu 2006 | 2. listopadu 2009  |
| 34           | 10        | South of the Border (Part 1)  | Výprava do Mexika (1. část) | Michael Fresco      | Michael Pennie                                                                                 | 7. prosince 2006   | 3. listopadu 2009  |
| 35           | 11        | South of the Border (Part 2)  | Výprava do Mexika (2. část) | Marc Buckland       | Danielle Sanchez-Witzel                                                                        | 7. prosince 2006   | 5. listopadu 2009  |
| 36           | 12        | Our "Cops" Is On              | Hráli jsme v seriálu        | Ken Whittingham     | Timothy Stack                                                                                  | 4. ledna 2007      | 6. listopadu 2009  |
| 37           | 13        | Buried Treasure               | Zakopaný poklad             | Eyal Gordin         | Erika Kaestle a Patrick McCarthy                                                               | 11. ledna 2007     | 9. listopadu 2009  |
| 38           | 14        | Kept a Guy Locked in a Truck  | Chlápek v náklaďáku         | Eyal Gordin         | Kat Likkel a John Hoberg                                                                       | 18. ledna 2007     | 10. listopadu 2009 |
| 39           | 15        | Foreign Exchange Student      | Zahraniční student          | Marc Buckland       | Mike Mariano                                                                                   | 1. února 2007      | 11. listopadu 2009 |
| 40           | 16        | Blow                          | Černá dáma wrestlingu       | Victor Nelli mladší | J. B. Cook                                                                                     | 8. února 2007      | 12. listopadu 2009 |
| 41           | 17        | The Birthday Party            | Earl slaví narozeniny       | Eyal Gordin         | Hilary Winston                                                                                 | 15. února 2007     | 16. listopadu 2009 |
| 42           | 18        | Guess Who's Coming Out of Joy | Kdopak se to narodil Joy    | Mike Fresco         | Greg Garcia                                                                                    | 22. února 2007     | 17. listopadu 2009 |
| 43           | 19        | Harassed a Reporter           | Obtěžoval reportérku        | Chris Koch          | Barbie Adler a Brad Copeland                                                                   | 12. dubna 2007     | 18. listopadu 2009 |
| 44           | 20        | Two Balls, Two Strikes        | Do koulí                    | Victor Nelli mladší | Bobby Bowman                                                                                   | 19. dubna 2007     | 19. listopadu 2009 |
| 45           | 21        | G.E.D.                        | Zpátky na střední           | Michael Fresco      | Hunter Covington                                                                               | 26. dubna 2007     | 23. listopadu 2009 |
| 46           | 22        | Get a Real Job                | Sháním práci                | Ken Whittingham     | námět: Ralph Greene, Patrick McCarthy a Erika Kaestle scénář: Patrick McCarthy a Erika Kaestle | 3. května 2007     | 24. listopadu 2009 |
| 47           | 23        | The Trial                     | U soudu                     | Michael Fresco      | Timothy Stack, Mike Mariano a Vali Chandrasekaran                                              | 10. května 2007    | 25. listopadu 2009 |

### Třetí řada (2007–2008)
| Č. v seriálu | Č. v řadě | Původní název                                           | Český název                         | Režie           | Scénář                               | Premiéra v USA     | Premiéra v ČR    |
| ------------ | --------- | ------------------------------------------------------- | ----------------------------------- | --------------- | ------------------------------------ | ------------------ | ---------------- |
| 48           | 1         | My Name Is Inmate 28301-016 (Part 1)                    | Jmenuju se vězeň (1. část)          | Michael Fresco  | Michael Pennie                       | 27. září 2007      | 1. června 2010   |
| 49           | 2         | My Name Is Inmate 28301-016 (Part 2)                    | Jmenuju se vězeň (2. část)          | Michael Fresco  | Kat Likkel a John Hoberg             | 27. září 2007      | 2. června 2010   |
| 50           | 3         | The Gangs of Camden County                              | Camdenské gangy                     | Michael Fresco  | Victor Fresco                        | 4. října 2007      | 3. června 2010   |
| 51           | 4         | The Frank Factor                                        | Faktor Frank                        | Greg Garcia     | Greg Garcia                          | 11. října 2007     | 7. června 2010   |
| 52           | 5         | Creative Writing                                        | Kurz tvůrčího psaní                 | Chris Koch      | Bobby Bowman                         | 18. října 2007     | 8. června 2010   |
| 53           | 6         | Frank's Girl                                            | Frankovo děvče                      | Eyal Gordin     | Danielle Sanchez-Witzel              | 25. října 2007     | 9. června 2010   |
| 54           | 7         | Our Other Cops Is On! (Part 1)                          | Zase jsme hráli v seriálu (1. část) | Ken Whittingham | Timothy Stack                        | 1. listopadu 2007  | 10. června 2010  |
| 55           | 8         | Our Other Cops Is On! (Part 2)                          | Zase jsme hráli v seriálu (2. část) | Ken Whittingham | Vali Chandrasekaran                  | 1. listopadu 2007  | 14. června 2010  |
| 56           | 9         | Randy in Charge (...of Our Days and Our Nights)         | Randy je kápo                       | Eyal Gordin     | Mike Mariano                         | 8. listopadu 2007  | 15. června 2010  |
| 57           | 10        | Midnight Bun                                            | Buchta v troubě                     | Eyal Gordin     | Hilary Winston                       | 15. listopadu 2007 | 16. června 2010  |
| 58           | 11        | Burn Victim                                             | Hoř, ohníčku, hoř                   | Gail Mancuso    | Michael Shipley                      | 29. listopadu 2007 | 17. června 2010  |
| 59           | 12        | Early Release                                           | Na svobodu cesta dlouhá             | Jason Ensler    | Jessica Goldstein a Chrissy Pietrosh | 6. prosince 2007   | 21. června 2010  |
| 60           | 13        | Bad Earl                                                | Ve starých kolejích                 | Eyal Gordin     | Alan Kirschenbaum                    | 10. ledna 2008     | 22. června 2010  |
| 61           | 14        | I Won't Die with a Little Help from My Friends (Part 1) | Earle, neumírej (1. část)           | Marc Buckland   | Greg Garcia                          | 3. dubna 2008      | 23. června 2010  |
| 62           | 15        | I Won't Die with a Little Help from My Friends (Part 2) | Earle, neumírej (2. část)           | Marc Buckland   | Bobby Bowman                         | 3. dubna 2008      | 24. června 2010  |
| 63           | 16        | Stole a Motorcycle                                      | Ukradl motorku                      | Eyal Gordin     | Kat Likkel a John Hoberg             | 10. dubna 2008     | 28. června 2010  |
| 64           | 17        | No Heads and a Duffel Bag                               | Zkažená dovolená                    | Michael Fresco  | Hunter Covington                     | 17. dubna 2008     | 29. června 2010  |
| 65           | 18        | Killerball                                              | Zabíjená                            | Eyal Gordin     | Matt Ward                            | 24. dubna 2008     | 30. června 2010  |
| 66           | 19        | Love Octagon                                            | Milostný osmiúhelník                | Michael Fresco  | Danielle Sanchez-Witzel              | 1. května 2008     | 1. července 2010 |
| 67           | 20        | Girl Earl                                               | Podpantoflák                        | Eyal Gordin     | Ralph Greene                         | 8. května 2008     | 5. července 2010 |
| 68           | 21        | Camdenites (Part 1)                                     | Earlovy ženy (1. část)              | Michael Fresco  | Michael Pennie a Hilary Winston      | 15. května 2008    | 6. července 2010 |
| 69           | 22        | Camdenites (Part 2)                                     | Earlovy ženy (2. část)              | Michael Fresco  | Michael Pennie a Hilary Winston      | 15. května 2008    | 7. července 2010 |

### Čtvrtá řada (2008–2009)
| Č. v seriálu | Č. v řadě | Původní název                 | Český název                                        | Režie               | Scénář                                                                                              | Premiéra v USA     | Premiéra v ČR     |
| ------------ | --------- | ----------------------------- | -------------------------------------------------- | ------------------- | --------------------------------------------------------------------------------------------------- | ------------------ | ----------------- |
| 70           | 1         | The Magic Hour                | Poslední klapka                                    | Eyal Gordin         | Timothy Stack                                                                                       | 25. září 2008      | 8. července 2010  |
| 71           | 2         | Monkeys Take a Bath           | Nevěra bolí                                        | Greg Garcia         | Greg Garcia                                                                                         | 25. září 2008      | 12. července 2010 |
| 72           | 3         | Joy in a Bubble               | Společenská pohroma                                | Michael Fresco      | Jessica Goldstein a Chrissy Pietrosh                                                                | 2. října 2008      | 13. července 2010 |
| 73           | 4         | Stole an RV                   | Ukradl karavan                                     | Chris Koch          | Kat Likkel a John Hoberg                                                                            | 2. října 2008      | 14. července 2010 |
| 74           | 5         | Sweet Johnny                  | Skvělej Johnny                                     | Eyal Gordin         | Kat Likkel a John Hoberg                                                                            | 9. října 2008      | 17. července 2010 |
| 75           | 6         | We've Got Spirit              | S jiskrou v oku a písní na rtech                   | Eyal Gordin         | Hilary Winston                                                                                      | 16. října 2008     | 19. července 2010 |
| 76           | 7         | Quit Your Snitchin'           | Kdybych nebyl bonzákem…                            | Chris Koch          | Matt Ward                                                                                           | 23. října 2008     | 20. července 2010 |
| 77           | 8         | Little Bad Voodoo Brother     | Můj bráška umí voodoo                              | Chris Koch          | Alan Kirschenbaum                                                                                   | 30. října 2008     | 21. července 2010 |
| 78           | 9         | Sold a Guy a Lemon Car        | Podfuk s rachotinou                                | John Putch          | Michael Pennie                                                                                      | 6. listopadu 2008  | 22. července 2010 |
| 79           | 10        | Earl and Joy's Anniversary    | Earl a Joy slaví výročí                            | Michael Fresco      | Danielle Sanchez-Witzel                                                                             | 13. listopadu 2008 | 26. července 2010 |
| 80           | 11        | Nature's Game Show            | Tornádo                                            | Eyal Gordin         | Hunter Covington                                                                                    | 20. listopadu 2008 | 27. července 2010 |
| 81           | 12        | Reading Is a Fundamental Case | Zásadní význam četby                               | Michael Fresco      | Mike Mariano                                                                                        | 4. prosince 2008   | 28. července 2010 |
| 82           | 13        | Orphan Earl                   | Sirotek Earl                                       | Marc Buckland       | Michael Shipley                                                                                     | 11. prosince 2008  | 29. července 2010 |
| 83           | 14        | Got the Babysitter Pregnant   | Earl vychovatelem                                  | Mike Mariano        | námět: Patrick McCarthy, Erika Kaestle a Vali Chandrasekaran scénář: Vali Chandrasekaran            | 8. ledna 2009      | 2. srpna 2010     |
| 84           | 15        | Darnell Outed (Part 1)        | Darnell odhalen (1. část)                          | Eyal Gordin         | Ralph Greene                                                                                        | 15. ledna 2009     | 3. srpna 2010     |
| 85           | 16        | Darnell Outed (Part 2)        | Darnell odhalen (2. část)                          | Eyal Gordin         | námět: Alan Kirschenbaum, Jessica Goldstein a Chrissy Pietrosh scénář: Hunter Covington a Matt Ward | 22. ledna 2009     | 4. srpna 2010     |
| 86           | 17        | Randy's List Item             | Randyho seznam                                     | Paul Burke Pedreira | Bobby Bowman                                                                                        | 5. února 2009      | 5. srpna 2010     |
| 87           | 18        | Friends with Benefits         | Karma guru                                         | Allison Liddi-Brown | Jessica Goldstein a Chrissy Pietrosh                                                                | 12. února 2009     | 9. srpna 2010     |
| 88           | 19        | My Name Is Alias              | Krycí jméno Otec                                   | Eyal Gordin         | Matthew W. Thompson                                                                                 | 19. února 2009     | 10. srpna 2010    |
| 89           | 20        | Chaz Dalton's Space Academy   | Odpalte                                            | Marc Buckland       | Hilary Winston                                                                                      | 5. března 2009     | 11. srpna 2010    |
| 90           | 21        | Witch Lady                    | Čarodějnice                                        | Eyal Gordin         | Michael Shipley a Matt Ward                                                                         | 19. března 2009    | 12. srpna 2010    |
| 91           | 22        | Pinky                         | Randyho první láska                                | Greg Garcia         | Greg Garcia                                                                                         | 26. března 2009    | 16. srpna 2010    |
| 92           | 23        | Bullies                       | Monstrum                                           | Eyal Gordin         | Vali Chandrasekaran a Hunter Covington                                                              | 16. dubna 2009     | 17. srpna 2010    |
| 93           | 24        | Gospel                        | Slovo Boží                                         | Ken Whittingham     | Mike Mariano a Deweyne Lamar Lee                                                                    | 23. dubna 2009     | 18. srpna 2010    |
| 94           | 25        | Inside Probe (Part 1)         | Případ záhadného zmizení ve městě Camden (1. část) | Greg Garcia         | Greg Garcia                                                                                         | 7. května 2009     | 19. srpna 2010    |
| 95           | 26        | Inside Probe (Part 2)         | Případ záhadného zmizení ve městě Camden (2. část) | Greg Garcia         | Michael Pennie a Timothy Stack                                                                      | 7. května 2009     | 23. srpna 2010    |
| 96           | 27        | Dodge's Dad                   | Hledá se táta                                      | Chris Koch          | Alan Kirschenbaum a Danielle Sanchez-Witzel                                                         | 14. května 2009    | 24. srpna 2010    |